# Edward Mapunda
Edward Elias Mapunda (ur. 30 września 1964 w Mango) – tanzański duchowny katolicki, biskup diecezjalny Singidy od 2015.

## Życiorys
Święcenia kapłańskie otrzymał 23 listopada 1997 i został inkardynowany do diecezji Singida. Po święceniach był wychowawcą niższego seminarium oraz sekretarzem wykonawczym kurialnego wydziału katechetycznego. W latach 2000–2004 studiował w Dar es Salaam, a po powrocie do kraju ponownie pracował w niższym seminarium (m.in. jako wicerektor). W latach 2006–2014 był ekonomem diecezjalnym. W 2014 wyjechał na dalsze studia do Irlandii.
28 kwietnia 2015 papież Franciszek mianował go biskupem diecezjalnym Singida. Sakry udzielił mu 5 lipca 2015 metropolita Tabory - arcybiskup Paul Ruzoka.